# Municipio de Casnovia
El municipio de Casnovia (en inglés: Casnovia Township) es un municipio ubicado en el condado de Muskegon en el estado estadounidense de Míchigan. En el año 2010 tenía una población de 2805 habitantes y una densidad poblacional de 30,29 personas por km².

## Geografía
El municipio de Casnovia se encuentra ubicado en las coordenadas 43°14′26″N 85°50′26″O / 43.24056, -85.84056. Según la Oficina del Censo de los Estados Unidos, el municipio tiene una superficie total de 92.6 km², de la cual 92,2 km² corresponden a tierra firme y (0,44 %) 0,41 km² es agua.

## Demografía
Según el censo de 2010, había 2805 personas residiendo en el municipio de Casnovia. La densidad de población era de 30,29 hab./km². De los 2805 habitantes, el municipio de Casnovia estaba compuesto por el 92,48 % blancos, el 0,61 % eran afroamericanos, el 0,21 % eran amerindios, el 0,25 % eran asiáticos, el 4,42 % eran de otras razas y el 2,03 % eran de una mezcla de razas. Del total de la población el 8,2 % eran hispanos o latinos de cualquier raza.